# 한민족의 소리 : the NEXT LEVEL
《한민족의 소리 : the NEXT LEVEL》은 광주MBC에서 2023년에 방송된 국악 경연 프로그램이다.

## 순위
- 1위 : 오단해
- 2위 : 신유진
- 3위 : 김재우
- 4위 : 김주리
- 5위 : 최재구